# Сборная Палау по футболу
Сборная Палау по футболу (англ. Palau national football team) — национальная футбольная сборная островного государства Палау. Является ассоциированным членом ОФК, но не является членом ФИФА и не имеет права участвовать в отборочных турнирах чемпионата мира.

## Турниры

### Клубный чемпионат Океании 1987
Впервые сборная Палау была собрана в 1987 году для участия в 1-м кубке чемпионов Океании (в турнире участвовала как футбольная команда «Корор»), но проиграла в 1-й раунде квалификационного турнира ФК «Тафея» (фактически это была сборная Вануату), заняв в итоге место с 7-е по 9-е.

### Кубок Микронезии 1998
Второй раз сборная собиралась в 1998 году, когда в Палау проходили игры Микронезии. Команда заняла 4-е место в групповом турнире (из 6-ти команд), а в матче за 3-е место обыграла вторую сборную Палау.

### Кубок Микронезии 2014
Этот турнир проходил в Микронезии на острове Понпеи. Сборная Палау заняла второе место, в финале проиграв хозяевам турнира, сборной Понпеи, со счётом 3:1.

## Все международные матчи
| Дата           | Место проведения    |       | Противник                   | Счёт |
| -------------- | ------------------- | ----- | --------------------------- | ---- |
| 3 августа 1998 | Корор, Палау        | Палау | Вторая сборная Палау        | 6:3  |
| 1 августа 1998 | Корор, Палау        | Палау | Гуам                        | 2:15 |
| 31 июля 1998   | Корор, Палау        | Палау | Северные Марианские Острова | 1:12 |
| 30 июля 1998   | Корор, Палау        | Палау | Вторая сборная Палау        | 3:8  |
| 28 июля 1998   | Корор, Палау        | Палау | Понпеи                      | 7:1  |
| 27 июля 1998   | Корор, Палау        | Палау | Яп                          | 7:1  |
| 7 марта 1987   | Аделаида, Австралия | Палау | ФК Тафеа                    | 2:6  |

## Вторая сборная
Вторая сборная Палау по футболу (англ. Palau B) собиралась лишь один раз, в 1998 году, для участия в играх Микронезии, проходивших в республике Палау, на острове Корор, где заняла 4-е место.
В групповом турнире из шести команд вторая сборная Палау заняла 3-е место, но в матче за итоговое 3-е место на турнире проиграла основной сборной Палау.

### Все международные матчи
| Дата           | Место проведения |         | Противник                   | Счёт |
| -------------- | ---------------- | ------- | --------------------------- | ---- |
| 3 августа 1998 | Корор, Палау     | Палау 2 | Палау                       | 3:6  |
| Август 1998    | Корор, Палау     | Палау 2 | Понпеи                      | 9:0  |
| Август 1998    | Корор, Палау     | Палау 2 | Яп                          | 9:0  |
| Июль 1998      | Корор, Палау     | Палау 2 | Палау                       | 12:8 |
| Июль 1998      | Корор, Палау     | Палау 2 | Северные Марианские Острова | 0:8  |
| Июль 1998      | Корор, Палау     | Палау 2 | Гуам                        | 0:4  |

## Состав
| Позиция      | Имя                   | Дата рождения/Возраст      |
| ------------ | --------------------- | -------------------------- |
| Вратарь      | Малакаи Биту          | 4 марта 1976 (49 лет)      |
| Вратарь      | Джо Карлос            | 11 сентября 1992 (32 года) |
| Защитник     | Скотт Скебонг         | 19 августа 1990 (34 года)  |
| Защитник     | Лейф Торибионг        | 5 апреля 1984 (40 лет)     |
| Защитник     | Юри Ито               | 5 марта 1992 (33 года)     |
| Защитник     | Мохошин Миах          | 25 марта 1973 (51 год)     |
| Защитник     | Серхио Нгирингас      | 19 октября 1988 (36 лет)   |
| Полузащитник | Чарльз Митчелл        | 31 октября 1982 (42 года)  |
| Полузащитник | Роберт Бишоп младший  | 7 октября 1990 (34 года)   |
| Полузащитник | Кристиан Николеску    | 19 июня 1994 (30 лет)      |
| Полузащитник | Мечесенгел Роман      | 9 апреля 1994 (30 лет)     |
| Полузащитник | Димс Тевид            | 24 сентября 1992 (32 года) |
| Полузащитник | МакГи Мереб (капитан) | 25 сентября 1989 (35 лет)  |
| Полузащитник | Джимми Джонас         | 11 декабря 1992 (32 года)  |
| Нападающий   | Паулус Нгирнгешеи     | 9 февраля 1998 (27 лет)    |
| Нападающий   | Декстер Дечерон       | 8 мая 1995 (29 лет)        |
| Нападающий   | Тони Иллилау          | 31 декабря 1969 (55 лет)   |
| Нападающий   | Мак Сасао             | 13 августа 1992 (32 года)  |
| Нападающий   | Армандо Кансеко       | 31 июля 1985 (39 лет)      |